# Circum 6
|  | Denne artikel er oprettet af botten PalnaBot ud fra en ekstern database. Den kan derfor have sproglige fejl eller mangler. Denne skabelon kan fjernes efter kontrol af indholdet. |

Circum 6 er en eksperimentalfilm fra 1988 instrueret af Lisa Rosenmeier efter manuskript af Lisa Rosenmeier.

## Handling
7 Statements. Kast dit liv mod et spejl og det går itu. Kast et æg mod en rude og det går itu. Kast et blik på kærligheden med en kniv og du går videre i syv slørede drømme, rundt om en længsel, slæbende på tunge kasser - videre, videre. (Paul Schäfer)